# Dmitri Kramkov
Dmitri Olegovitch Kramkov (en russe russe : Дмитрий Олегович Крамков, transcription anglaise Dmitry Kramkov) est un mathématicien russe, spécialiste en mathématiques financières.

## Biographie
Kramkov a étudié à l'Institut de physique et de technologie de l'Université de Moscou et a obtenu son doctorat en 1992 à l'Institut de mathématiques Steklov  de Moscou, sous la direction d'Albert Chiriaev avec une thèse intitulée« Toward the general theory of filtered statistical experiments ». Il a ensuite travaillé dans le secteur financier, d'abord à Moscou au Alyba Center, puis à Londres chez Tokyo-Mitsubishi International plc, en tant que responsable de la recherche et du développement de produits. En outre, il est professeur de mathématiques financières à l'Université Carnegie-Mellon et il enseigne également partiellement à Oxford. 
En 1996, il a reçu le prix de la Société mathématique européenne pour ses travaux fondamentaux en statistiques (par exemple les expériences statistiques filtrées), la théorie des probabilités et les mathématiques financières. Il a notamment donné de nouvelles formules de prix pour des options exotiques basées sur des mouvements browniens géométriques.